# Moritz Adolf von Dehn-Rotfelser
Moritz Adolf von Dehn-Rotfelser (* um 1580; † 1639) war ein kursächsischer Offizier, teilweise in schwedischem Dienst.

## Leben

### Abstammung
Dehn-Rotfelser war der Sohn von Ernst von Dehn-Rotfelser und dessen Ehefrau Eva von Allenpeck. Außer seiner streng reformierten Erziehung ist über die Kindheit und Jugend Dehn-Rotfelsers nichts bekannt. Eine Verwandtschaft mit Hans von Dehn-Rothfelser kann lediglich vermutet werden.

### Militärische Laufbahn
Am 1. Oktober 1633 stand Obrist Dehn-Rotfelser mit seiner Truppe unter dem Befehl des Grafen Thurn der Armee Wallensteins gegenüber. Auf der Steinauer Oderbrücke wurden sie geschlagen. Dehn-Rotfelser konnte sich aber mit einigen wenigen Überlebenden zurückziehen und sich in Breslau in Sicherheit bringen.
Anfang 1634 kam es der Einquartierung, genauer der Logis wegen, zum heftigen Streit zwischen dem schwedischen General-Lieutenant Herzog Wilhelm IV. von Sachsen-Weimar und dem kursächsischen Obristen Dehn-Rotfelser. Bei seinem Einmarsch in Anhalt entstanden dieselben Probleme mit Fürst Ludwig I. von Anhalt-Köthen.
Nach dem Prager Friedensschluss diente Dehn-Rotfelser weiter als Generalwachtmeister in der kurfürstlichen Armee. Ende 1637 gab er, wahrscheinlich aus gesundheitlichen Gründen, seine militärischen Ämter zurück und unterstellte sein Regiment dem Obristen Hans  von Rochow.
Moritz Adolf von Dehn-Rotfelser diente danach kurze Zeit als kursächsischer Hauptmann der Ämter Stolpen und Radeberg im Meißnischen Kreise.

### Mitglied der Fruchtbringenden Gesellschaft
Um den 6. Februar 1638 war der Obrist-Lieutenant Christian Ernst von Knoch im Auftrag von Fürst Ludwig I. von Anhalt-Köthen in diplomatischer Mission in Dresden. Bei der Gelegenheit nahm Knoch auf Wunsch von Fürst Ludwig Dehn-Rotfelser in die „Fruchtbringende Gesellschaft“ auf.
Knoch verlieh Dehn-Rotfelser den Gesellschaftsnamen „der Geschickte“ und als Motto „wider Hitz' und Gift“. Als Emblem wurde Dehn-Rotfelser der „Buchampfer“ (Oxalis acetosella L.) zugedacht. Im Köthener Gesellschaftsbuch findet sich Dehn-Rotfelsers Eintrag unter der Nr. 318. Dort ist auch das Reimgesetz verzeichnet, das er anlässlich seiner Aufnahme verfasst hatte:
Dieweil Buchampffer kan bey Vnß wohl nider trücken,
Daß fieber gifft vnd Vnßin Pest vnd Zeit erquicken,
So bin Jch drumb G'schickt vnd wider grifft genandt
Dahero wird diß kraut auch werden mehr bekandt
Alß eß gnoßen ist: Geschickt soll man beziggen
Jn seinem wandel sich, vnd nuhr Zum guten neigen
Auf daß die widrig grifft deß Satans man Vertreib',
Vnd in dem glauben fest ahn Christum hngen bleib.

### Tod
Er starb unverheiratet im Alter von 59 Jahren.